# 米庄忠字牌坊
米庄忠字牌坊位于山西省大同市云冈区口泉乡米庄村旧村中央，建于1967年，当地人称“主席台”。第三次全国文物普查后列入第三批大同市文物保护单位。
米庄忠字牌坊所在地原是村里的五道庙。“破四旧”开始后，庙被拆除，修建了忠字牌坊。牌坊呈八字形，对称布局，中间一块坐北朝南，两侧的两块比中间的一块略低三分之一。牌坊为青砖和灰泥制成，其上有檐。中间一块的中心是彩绘的毛泽东像，今色彩已脱落；其下有五个小门洞，为仿天安门城楼设计；基部刻有“全心全意为人民服务”九字；两侧两块的基部则各刻有“团结紧张”和“严肃活泼”四字，基部侧面刻有“忠”字。文化大革命时这里安有电灯，每日早晚有许多人在此跳“忠字舞”。